# Chalhuanca

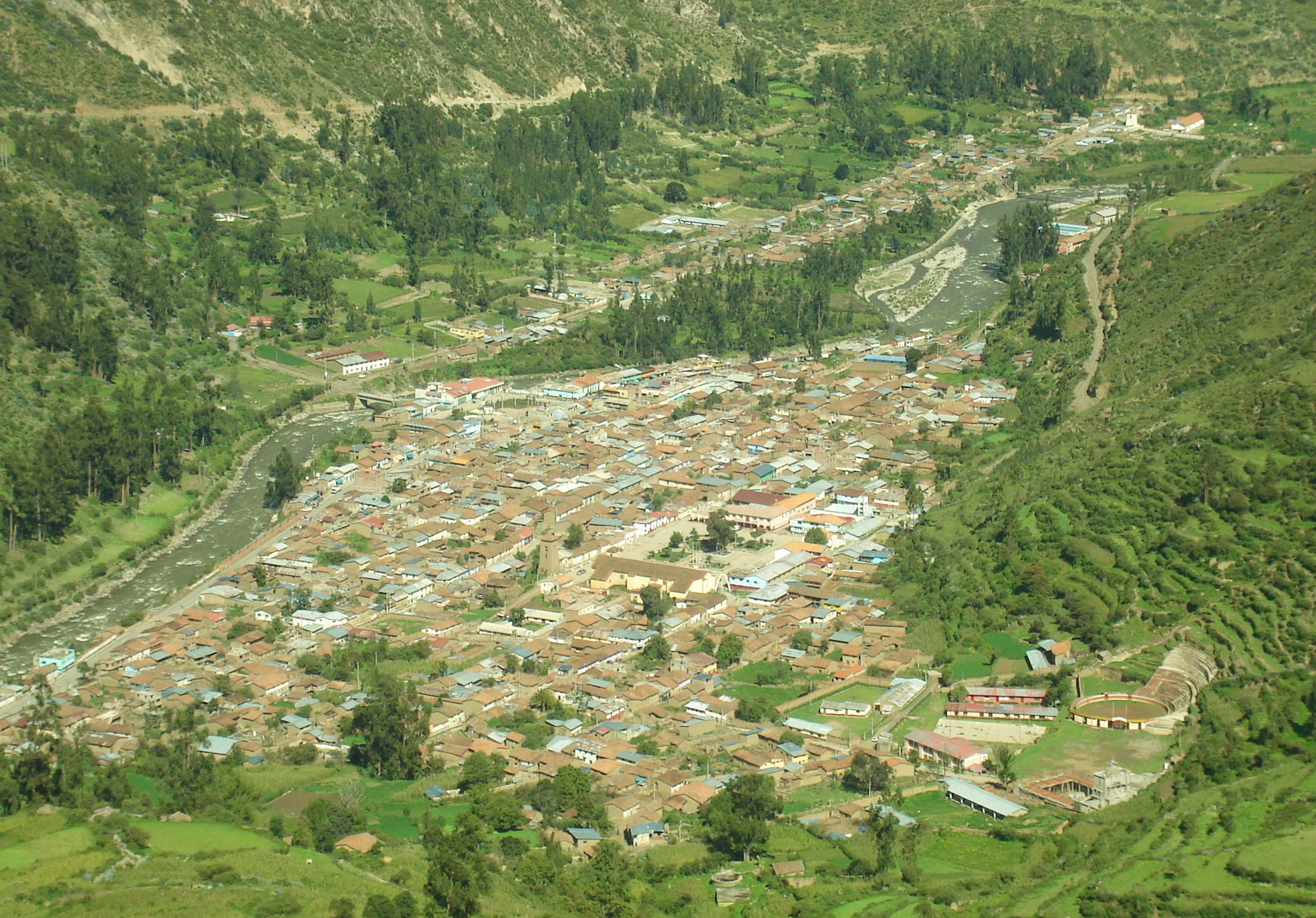
Vy över Chalhuanca

Chalhuanca är en peruansk stad, centralort i Aymaraesprovinsen, i departementet Apurímac. Staden är belägen i södra delen av landet, på en höjd av 2897 meter över havet på den östra sluttningen av bergskedjan Anderna. Staden ligger på högra sidan av floden Chalhuanca, ett indirekt tillflöde till Apurímac. Befolkningen uppgår till 4928 invånare (2017), vilka huvudsakligen ägnar sig åt åkerbruk (vete, potatis, korn och quinoa), boskapsskötsel samt gruvdrift (guld, silver och volfram).
Chalhuanca är födelseplatsen för Dina Boluarte, Perus första kvinnliga president.